# Dickie Davis
Richard Daniel „Dickie“ Davis (* 22. Januar 1922 in Birmingham; † 11. August 1999 in Bishop’s Stortford) war ein englischer Fußballspieler.

## Sportlicher Werdegang
Als Angestellter der Morris Motor Company spielte Davis zunächst für die Betriebsmannschaft, ehe der Stürmer im Februar 1939 zum AFC Sunderland stieß. Aufgrund des Zweiten Weltkriegs und der damit einhergehenden Einstellung des Spielbetriebs musste er jedoch auf sein Debüt in der First Division bis zum Dezember 1946 warten, als er bei einem 1:1-Auswärtsremis bei Leeds United erstmals in der höchsten Spielklasse auf dem Platz stand. In der Spielzeit 1949/50 reüssierte er als regelmäßiger Torschütze und platzierte sich mit 25 Saisontoren an der Spitze der nationalen Torschützenliste, als Tabellendritter mit einem Punkt Rückstand auf Meister FC Portsmouth verpasste er mit dem Klub den Titelgewinn nur knapp. 1954 verließ er den Klub nach 73 Meisterschaftstoren in 144 Erstligaspielen in Richtung Third Division, drei Jahre lang stand er beim FC Darlington bis zum Karriereende im Alter von 35 Jahren unter Vertrag.